# Фонд изучения армянской архитектуры
Фонд изучения армянской архитектуры (арм. Հայկական ճարտարապետությունն ուսումնասիրող հիմնադրամ, англ. Research on Armenian Architecture Foundation (RAA)) — общественная организация, занимающаяся выявлением и изучение памятников армянской архитектуры.

## История
Основана в городе Ахен (Северный Рейн-Вестфалия, Германия) в 1982 году доктором архитектуры, профессором Рейнско-Вестфальского технического университета Ахена Арменом Ахназаряном. С 1988 года действует в Армении. С 1998 по 2020 гг. руководитель — Самвел Карапетян.
В 1996 году был открыт филиал в США, а в 1998 году организация была официально зарегистрирована в Армении.

## Деятельность
Основное направление деятельности — выявление и исследование памятников армянской архитектуры на территории Нагорного Карабаха и за пределами современной Армении, в первую очередь, в Западной Армении, Киликии, а также в соседних странах — Грузии, Азербайджане с Нахичеванской Автономной Республикой, Иране. Исследования проводились также в отдельных колониях армянской диаспоры, в частности, в Индии, Сингапуре. В результате исследовательской деятельности был создан значительный архив, состоящий (по состоянию на 2014 год) из более 650 тыс. оцифрованных фотографий, микрофильмов, планов, карт и других документов.
Фонд занимается также реставрацией и охраной памятников материальной культуры на территории Армении и Нагорного Карабаха. В течение 1980-х годов по инициативе и при участии фонда были возрождены церкви Святого Геворга и Святого Саркиса в Тегеране, а также семь объектов на севере Ирана, в том числе Цорцорский монастырь Пресвятой Богородицы, монастырь Святого Фаддея, монастырь Святого Степаноса (Дарашамб), часовня Святой Сандухт, церковь в селе Андреорди в Старой Джуге (Джульфе[уточнить]). Начиная с 1990-х годов фонд реставрировал серию объектов в Армении и Карабахе — церковь Святого Креста в Апаране, церковь Святого Минаса в селе Татев, монастырский комплекс Дадиванк, монастырь Святого Саркиса в селе Уши. В 2006 году начались реставрационные работы монастыря Ованаванк в селе Оганаван (Арагацотнская область).
Фонд издает книги, брошюры, журнал «Вардзк» («Долг души»), карты, календари, снимает документальные фильмы, а также организует лекции и выставки в Армении и за рубежом. С помощью трехмерного моделирования были воссозданы  церковь Пастыря и церковь Святого Григория Просветителя, расположенные в средневековой армянской столице Ани. С 1997 года Фонд издает труды из серии «Научные исследования». 
В 2004 году был создан сайт «Армянские исторические памятники», где представлен архив данных о существующих или уже уничтоженных армянских исторических памятниках на территории современной Армении, исторической Армении и армянской диаспоры.
В 2013 году офис фонда посетил премьер-министр Армении Тигран Саргсян, высоко оценивший уровень проведённых организацией работ и отметивший важность деятельности организации.
Фонд активно сотрудничает с Центром исторических церквей Ирана. Фонд входит в Совет по отмечанию годовщины геноцида армян (англ. Council for the Commemoration of the Armenian Genocide).

## Экспедиции
До 2005 года организации удалось предпринять 157 экспедиций, из которых:
1. 68 на территорию современной Турции (61 в Западную Армению и 7 в Киликию);
2. 41 в непризнанную Нагорно-Карабахскую Республику;
3. 25 на территорию современной Грузии (7 в Гугарк, 6 в Джавахк, 4 в Тбилиси, 3 в Ахалцихе, 3 в Картли, 2 в Кахетию)
4. 11 на территорию современного Азербайджана (левобережье Куры);
5. 12 на территорию современного Ирана.

Исследования проводились также в отдельных колониях армянской диаспоры — в том числе в Индии, Иране, Судане, Сингапуре и др. Во время исследований были обнаружены многочисленные памятники — монастыри, церкви, крепости, мосты, родники, кладбища, хачкары, могильные камни, жилые дома. Все они фотографировались, измерялись, заносились на карту. Особое внимание уделяется памятным надписям, которые срисовываются и расшифровываются.
Из 220 тысяч фотографий в архиве общее число оцифрованных и записанных на лазерные диски фотографий превысило 71 тысячу. Из них только в 2005 году было записано 19434 снимка.
В 2013 году губернатор Тавушской области Армен Гуларян предложил председателю Фонда Самвелу Карапетяну организовать экспедицию в область, поскольку на её территории сохранилось немало старинных церквей, хачкаров, а также мостов, крепостей и других построек.